# FKムラドスト・ルチャニ
フドバルスキ・クルブ・ムラドスト・ルチャニ（セルビア語: Фудбалски клуб Младост Лучани, セルビア・クロアチア語: Fudbalski klub Mladost Lučani）は、セルビアのルチャニをホームタウンとするサッカークラブである。

## 歴史
1952年に創設された。
1960年にチャチャク地方で優勝して、FAPプリボイ、バネ・ラシュカとスルプスカリーガのプレーオフを行い、FAPプリボイと同勝ち点を獲得したが、得失点差によりFAPプリボイが昇格した。1967年にチャチャク地方のカップ戦で優勝して最初のタイトルを獲得した。同年にモラヴィツァ＝シュマディヤ・ゾーンに参加した。1972年にスルプスカリーガ・南に参加した。
1988年までは共和国レベルで様々な成功を収め、同年に新しく創立されたセルビアとコソボ、マケドニアのクラブが参加した共和国間リーグ・東に参加した。1988-89シーズンに優勝して、ユーゴスラビア社会主義連邦共和国 (SFRJ) のドルガリーガに昇格したが、1989-90シーズンは最下位に終わり、降格した。
SFRユーゴスラビア崩壊後、1992-93シーズンにユーゴスラビア連邦共和国 (SRJ) のドルガリーガに参加すると、1994-95シーズンに優勝してプルヴァBリーガ (1B) に昇格した。1995-96シーズンの秋期に1Bでチュカリチュキ、ラドに次ぐ3位になり、春期にプルヴァAリーガ (1A) に参加して10チーム中5位の成績を残した。春期にはパルチザンに1-0で勝利、レッドスターにも3-2で勝利した。1Aには3シーズン連続で参加したが、1997-98シーズンに最下位の12位に終わり、リーグ再編後のドルガリーガに降格した。
2001年にドルガリーガ・西で優勝して、プルヴァリーガに復帰した。2001-02シーズンはクラブ所属のゾラン・ジュラシュコヴィッチが27得点を記録してプルヴァリーガ得点王に輝いた一方で、18チーム中15位に終わり、ドルガリーガに降格した。
2006-07シーズンにプルヴァリーガで優勝して、スーペルリーガに昇格した。2007-08シーズンは7位の成績を残したが、財政問題によりスーペルリーガから撤退し、その後はプルヴァリーガで6シーズンを過ごした。
2013-14シーズンにプルヴァリーガで優勝して、スーペルリーガに昇格した。
最上位リーグに参加する通算6シーズン目となった2014-15シーズンは、7位の成績を残し、クラブ所属のパトリック・フライデー・エゼが15得点を記録してスーペルリーガ得点王に輝いた。
クラブ創設65周年を迎えた2016-17シーズンに過去最高の4位の成績を残し、クラブ史上初の欧州カップ戦出場権を獲得した。UEFAヨーロッパリーグ 2017-18予選1回戦でアゼルバイジャンのインテル・バクーと対戦したが、2試合合計スコア0-5で敗退した。
2017-18シーズンにセルビア・カップ準決勝でマチュヴァ・シャバツに4-0で勝利して、クラブ史上初の決勝進出を果たしたが、パルチザンに1-2で敗れて準優勝に終わった。優勝したパルチザンは大会3連覇を達成した。
2018-19シーズンにセルビアカップで準決勝に進出したが、レッドスターに2試合合計スコア1-4で敗れて決勝進出を逃した。

## タイトル

### 国内タイトル
- セルビア・プルヴァ・リーガ：4回
  - 1994–95, 2000–01, 2006–07, 2013–14

### 国際タイトル
- なし

## 過去の成績
| シーズン | ディビジョン               | ディビジョン | ディビジョン | ディビジョン | ディビジョン | ディビジョン | ディビジョン | ディビジョン | ディビジョン | セルビア・カップ |
| シーズン | リーグ                     | 試           | 勝           | 分           | 敗           | 得           | 失           | 点           | 順位         | セルビア・カップ |
| -------- | -------------------------- | ------------ | ------------ | ------------ | ------------ | ------------ | ------------ | ------------ | ------------ | ---------------- |
| 2006–07  | セルビア・プルヴァ・リーガ | 38           | 24           | 10           | 4            | 49           | 19           | 82           | 1位          |                  |
| 2007–08  | セルビア・スーペルリーガ   | 33           | 8            | 14           | 11           | 32           | 41           | 38           | 7位          | ベスト32         |
| 2008–09  | セルビア・プルヴァ・リーガ | 34           | 10           | 8            | 16           | 25           | 43           | 38           | 14位         | ベスト32         |
| 2009–10  | セルビア・プルヴァ・リーガ | 34           | 9            | 15           | 10           | 33           | 31           | 42           | 14位         | ベスト16         |
| 2010–11  | セルビア・プルヴァ・リーガ | 34           | 11           | 12           | 11           | 29           | 32           | 45           | 9位          | 予選敗退         |
| 2011–12  | セルビア・プルヴァ・リーガ | 34           | 13           | 14           | 7            | 42           | 27           | 53           | 3位          | ベスト32         |
| 2012–13  | セルビア・プルヴァ・リーガ | 34           | 10           | 13           | 11           | 31           | 35           | 43           | 9位          | ベスト32         |
| 2013–14  | セルビア・プルヴァ・リーガ | 30           | 18           | 6            | 6            | 42           | 20           | 60           | 1位          | ベスト32         |
| 2014–15  | セルビア・スーペルリーガ   | 30           | 11           | 7            | 12           | 41           | 47           | 40           | 7位          | ベスト32         |
| 2015–16  | セルビア・スーペルリーガ   | 37           | 11           | 14           | 12           | 34           | 44           | 31           | 9位          | ベスト32         |
| 2016-17  | セルビア・スーペルリーガ   | 37           | 18           | 6            | 13           | 46           | 44           | 36           | 4位          | 準々決勝敗退     |
| 2017-18  | セルビア・スーペルリーガ   | 37           | 11           | 11           | 15           | 44           | 52           | 27           | 10位         | 準優勝           |
| 2018–19  | セルビア・スーペルリーガ   | 37           | 16           | 9            | 12           | 49           | 37           | 34           | 5位          | 準決勝敗退       |
| 2019-20  | セルビア・スーペルリーガ   | 30           | 13           | 4            | 13           | 31           | 40           | 43           | 9位          | 準々決勝敗退     |
| 2020-21  | セルビア・スーペルリーガ   | 38           | 15           | 9            | 14           | 43           | 59           | 54           | 7位          | ベスト16         |
| 2021-22  | セルビア・スーペルリーガ   | 37           | 12           | 9            | 16           | 46           | 52           | 45           | 11位         | 1回戦敗退        |

## 欧州の成績
| シーズン | 大会                 | ラウンド  | 対戦相手         | ホーム | アウェー | 合計 |  |
| -------- | -------------------- | --------- | ---------------- | ------ | -------- | ---- |  |
| 2017-18  | UEFAヨーロッパリーグ | 予選1回戦 | インテル・バクー | 0–3    | 0–2      | 0–5  |  |

## 現所属メンバー
2022年9月18日現在
注：選手の国籍表記はFIFAの定めた代表資格ルールに基づく。
| No. | Pos. |            | 選手名                       |
| --- | ---- | ---------- | ---------------------------- |
| 1   | GK   | セルビア   | ミロシュ・オストイッチ       |
| 4   | DF   | セルビア   | イヴァン・ミロシェヴィッチ   |
| 5   | DF   | セルビア   | ネマニャ・ジュニッチ         |
| 6   | MF   | セルビア   | ダヴィド・ドゥンジェルスキ   |
| 7   | DF   | セルビア   | フィリプ・バビッチ           |
| 8   | MF   | セルビア   | ヨヴァン・ミトロヴィッチ     |
| 9   | MF   | セルビア   | マルコ・ヴェリチュコヴィッチ |
| 10  | MF   | セルビア   | ニコラ・ヨイッチ             |
| 11  | FW   | セルビア   | ジョルジェ・バビッチ         |
| 14  | FW   | セルビア   | ウロシュ・スレムチェヴィッチ |
| 15  | DF   | セルビア   | ミハイロ・ヴェスニッチ       |
| 16  | DF   | セルビア   | ネマニャ・ミチェヴィッチ     |
| 17  | MF   | カメルーン | レジス・バハ                 |

| No. | Pos. |              | 選手名                               |
| --- | ---- | ------------ | ------------------------------------ |
| 23  | GK   | セルビア     | ジェリコ・サムチョヴィッチ           |
| 24  | FW   | セルビア     | オグニェン・ミラノヴィッチ           |
| 26  | DF   | セルビア     | イゴル・ラドヴァノヴィッチ           |
| 27  | MF   | セルビア     | ヴラディミル・ラディヴォイェヴィッチ |
| 28  | MF   | セルビア     | ヴァシリイェ・ジェルコヴィッチ       |
| 30  | MF   | セルビア     | ジョルジェ・ゴルディッチ             |
| 33  | MF   | セルビア     | ジャルコ・ウドヴィチッチ             |
| 35  | DF   | セルビア     | ニコラ・レコヴィッチ                 |
| 40  | DF   | セルビア     | ニコラ・チルコヴィッチ               |
| 42  | MF   | セルビア     | アレクサンダル・イェシッチ           |
| 70  | FW   | セルビア     | マルコ・ミリッチ                     |
| 88  | FW   | セルビア     | ミラン・ボヨヴィッチ                 |
| 97  | GK   | モンテネグロ | ダヴィド・ビェリツァ                 |

## 歴代監督
| 年        | 名前                           |
| --------- | ------------------------------ |
| 2007-2008 | ネナド・ミロヴァノヴィッチ     |
| 2008      | ジヴォラド・イェリッチ         |
| 2009      | リュビシャ・ドミトロヴィッチ   |
| 2010      | ネナド・マルキチェヴィッチ     |
| 2010      | ミロリュブ・コヴァチェヴィッチ |
| 2011      | ブランコ・ボジョヴィッチ       |
| 2011-2012 | デヤン・ニコリッチ             |
| 2012      | ネシュコ・ミロヴァノヴィッチ   |
| 2012-2013 | リュビシャ・ドミトロヴィッチ   |
| 2013      | ネナド・ミロヴァノヴィッチ     |
| 2013      | ヴラディツァ・ペトロヴィッチ   |
| 2014-     | ネナド・ミロヴァノヴィッチ     |

## 歴代所属選手
- ヴラディミル・マティヤシェヴィッチ 1995-1997
- ゾラン・マリチッチ 1996-1998
- ヨヴァン・マルコスキ 2001-2002, 2018-2019
- ミラン・ヨヴァノヴィッチ 2002
- ドゥシャン・アンジェルコヴィッチ 2002-2003
- ネマニャ・ミルノヴィッチ 2008-2009, 2010-2015
- ラドミル・ミロサヴリェヴィッチ 2009-2017, 2022
- サシャ・ヨヴァノヴィッチ 2014-2017, 2021-2022
- ネマニャ・ミロヴァノヴィッチ 2015
- ウロシュ・ジェリッチ 2016
- ミラン・ボヨヴィッチ 2016-2017, 2019, 2019-2023
- ヤンコ・トゥンバセヴィッチ 2016-2019, 2021-2022, 2023-
- ニコラ・アシュチェリッチ 2018
- アレクサンダル・イェシッチ 2020-2021
- ネマニャ・イヴァノヴィッチ 2021
- アレクサンダル・カタニッチ 2021-2022
- ジョルジェ・ゴルディッチ 2021-2022
- ウロシュ・スレムチェヴィッチ 2022-2024, 2025-
- ネマニャ・トミッチ 2023
- ヤクバ・シルエ 2023-2024
- アレクサンダル・ヴァリャチッチ 2023-
- ドゥシャン・ツヴェティノヴィッチ 2024-
- ヴク・ボグダノヴィッチ 2025-